# Az AFC játékvezetői
Az alábbi lista az Ázsiai Labdarúgó-szövetséghez (AFC) tartozó országok nevezetes játékvezetőit tartalmazza.
| Ábécé szerinti tartalomjegyzék                                                                           |
| --- |
| A, Á B C Cs D Dz Dzs E, É F G Gy H I, Í J K L Ly M N Ny O, Ó Ö, Ő P Q R S Sz T Ty U, Ú Ü, Ű V W X Y Z Zs |

## A, Á
- Fernando Alvarez (1925–2013) válogatott Fülöp-szigeteki labdarúgó, edző, nemzetközi játékvezető
- Phirom Anpraszöt (1953–) thaiföldi nemzetközi játékvezető
- Marwan Arafat (1945–2012) szíriai nemzetközi játékvezető, sportelemző, újságíró
- Aszami Tosio (1933–) japán nemzetközi játékvezető, sportszakíró

## B
- Ali Al-Badwawi (1972–) egyesült arab emírségekbeli nemzetközi játékvezető
- Abdullah Balideh (1970–) katari nemzetközi játékvezető
- Christopher Bambridge (1947–) ausztrál nemzetközi játékvezető
- Muhszen Baszma (1966–) szíriai nemzetközi játékvezető
- Chris Beath (1984–) ausztrál nemzetközi játékvezető
- Tony Bosković (1933–2022) ausztrál nemzetközi játékvezető
- Farouk Bouzo (1938–) szíriai nemzetközi játékvezető
- Eugene Brazzale (1959–) ausztrál nemzeti játékvezető, nemzetközi asszisztens
- Matthew Breeze (1972–) ausztrál nemzetközi játékvezető
- Ali Búdzsszajm (1959–) egyesült arab emírségekbeli nemzetközi játékvezető
- Emil Buszurmankulov (1969–) kirgiz nemzetközi játékvezető

## C
- Thomson Chan (1941–) hongkongi nemzetközi játékvezető, riporter

## Cs
- Csen Seng-caj (1945–) kínai nemzetközi játékvezető
- Csha Szongmi (1975–) dél-koreai nemzetközi játékvezető, labdarúgóedző
- Csin Liang (1979–) kínai nemzetközi játékvezető
- Csiu Szin Csien (1962–) hongkongi nemzetközi játékvezető

## D
- Bentla D’Coth (1972–) indiai nemzetközi játékvezető
- Ibráhím Júszef ad-Dúj (1945–) bahreini nemzetközi játékvezető

## Dzs
- Ísza Rasíd al-Dzsasszász (1952–) kuvaiti nemzetközi játékvezető
- Abdulramán al-Dzsasszím (1987–) katari nemzetközi játékvezető

## E, É
- Ravshan Ermatov (1977–) üzbég nemzetközi játékvezető

## F
- Szaad Kamíl al-Fadli (1963–) kuvaiti nemzetközi játékvezető
- Alirezá Fagáni (1978–) iráni nemzetközi játékvezető
- Fukano Ecuko (1972–) japán nemzetközi játékvezető
- Fukusima Genicsi (1911–1994) japán nemzetközi játékvezető

## G
- Halíl al-Gamdi (1970–) szaúd-arábiai nemzetközi játékvezető
- Rita Binti Gani (1977–) malajziai nemzetközi játékvezető

## H
- Sudarso Hardjowasito (1938–2020) indonéz nemzetközi játékvezető
- Abdulláh al-Hiláli (1970–) ománi nemzetközi játékvezető
- Sarah Ho (1978–) ausztrál nemzetközi asszisztens
- Hong Dokjong (1921–2005) válogatott dél-koreai labdarúgó, nemzetközi játékvezető
- Hong Una (1980–) dél-koreai nemzetközi játékvezető
- Dzsászem el-Húri (1957–) kuvaiti nemzetközi játékvezető

## I, Í
- I Gijong (1965–) dél-koreai nemzetközi játékvezető
- I Szunam (1927–1984) válogatott dél-koreai labdarúgó, játékvezető
- Iida Jumpei (1981–) japán nemzetközi játékvezető
- Im Undzsu (1966–) dél-koreai nemzetközi játékvezető, kommentátor

## J
- Jamagisi Szacsiko (1973–) japán nemzetközi játékvezető
- Josida Tosimicu (1963–) japán nemzetközi játékvezető

## K
- Kamikava Tóru (1963–) japán nemzetközi játékvezető
- Pannipan Kamnüng (1976–) thaiföldi nemzetközi játékvezető
- Dzsászim Karím (1967–) bahreini nemzetközi játékvezető
- Kim Dongdzsin (1973–) dél-koreai nemzetközi játékvezető
- Kim Dzsonghjok (1983–) dél-koreai nemzetközi játékvezető
- Kim Jongdzsu (1957–) dél-koreai nemzetközi játékvezető
- Kim Jongsik (1910–1985) japán és dél-koreai válogatott koreai labdarúgó, játékvezető
- Valentin Kovalenko (1975–) üzbég nemzetközi játékvezető
- Kvon Dzsongcshol (1963–) dél-koreai nemzetközi játékvezető

## L
- Edward Lennie (1959–) ausztrál nemzetközi játékvezető
- Richard Lorenc (1951–) ausztrál nemzetközi játékvezető
- Lu Csün (1959–) kínai nemzetközi játékvezető

## M
- Shamsul Maidin (1966–) szingapúri nemzetközi játékvezető, sportvezető
- Dzsászim Mandí (1944–) bahreini nemzetközi játékvezető
- Marujama Josijuki (1931–2024) japán nemzetközi játékvezető, sportvezető, edző
- Faríd al-Marzúki (1965–) egyesült arab emírségekbeli nemzetközi játékvezető
- Omer Saleh Al Mehannah (1959–) szaúd-arábiai nemzetközi játékvezető
- Jacqui Melksham (1978–) ausztrál nemzetközi játékvezető
- Simon Micallef (1970–) ausztrál nemzetközi játékvezető
- Fahad Al-Mirdasi (1985–) szaúd-arábiai nemzetközi játékvezető
- Subkhiddin Mohd Salleh (1966–) malajziai nemzetközi játékvezető
- Maszud Morádi (1965–) iráni nemzetközi játékvezető

## N
- Abirami Apbai Naidu (1983–) szingapúri nemzetközi játékvezető, sportvezető
- Dzsafar Námdár (1934–2014) iráni nemzetközi játékvezető
- Jimmy Napitupulu (1966–) indonéz nemzetközi játékvezető
- Manucsehr Nazári (1942–) iráni nemzetközi játékvezető, sportvezető
- Mohd Nazri Abdullah (1954–2008) malajziai nemzetközi játékvezető, sportvezető
- Nisimura Júicsi (1972–) japán nemzetközi játékvezető
- Niu Huj-csün (1969–) kínai nemzetközi játékvezető

## O, Ó
- Obata Sinicsiró (1952–) japán nemzetközi játékvezető
- Ogija Kendzsi (1971–) japán nemzetközi játékvezető
- Tammy Ogston (1970–) ausztrál nemzetközi játékvezető
- Óiva Majumi (1972–) japán nemzetközi játékvezető, labdarúgóedző
- Okada Maszajosi (1958–) japán nemzetközi játékvezető

## P
- Hettikamkanamge Perera (1978–) Srí Lanka-i nemzetközi játékvezető

## S
- Falládzs as-Sanár (1947–) szaúd-arábiai nemzetközi játékvezető
- Komalíszvaran Sankár (1963–) indiai nemzetközi játékvezető, asszisztens
- Dzsamál as-Saríf (1954–) szíriai nemzetközi játékvezető
- Mark Shield (1973–) ausztrál nemzetközi játékvezető
- Gyanu Raja Shresta (1968–) nepáli nemzetközi játékvezető
- Naváf Sukralláh (1976–) bahreini nemzetközi játékvezető
- Govindasamy Suppiah (1929–2012) szingapúri nemzetközi játékvezető

## Sz
- Szano Tosikazu (1940–2000) japán nemzetközi játékvezető
- Szató Rjúdzsi (1977–) japán nemzetközi játékvezető
- Krystyna Szokolai (1971–) ausztrál nemzetközi játékvezető
- Szun Pao-csie (1965–) kínai nemzetközi játékvezető

## T
- Takada Sizuo (1947–) japán nemzetközi játékvezető, sportvezető
- Takajama Hirojosi (1974–) japán nemzetközi játékvezető
- Takenokosi Sigemaru (1906–1980) válogatott japán labdarúgó, edző, szövetségi kapitány, nemzetközi játékvezető
- Tódzsó Minoru (1976–) japán nemzetközi játékvezető
- Tóma Maszaaki (1973–) japán nemzetközi játékvezető

## W
- Ben Williams (1977–) ausztrál nemzetközi játékvezető
- Ron Wright (1925–2005) ausztrál nemzetközi játékvezető

## Z
- Abd er-Rahmán ez-Zejd (1959–) szaúd-arábiai nemzetközi játékvezető